# 24 George Square

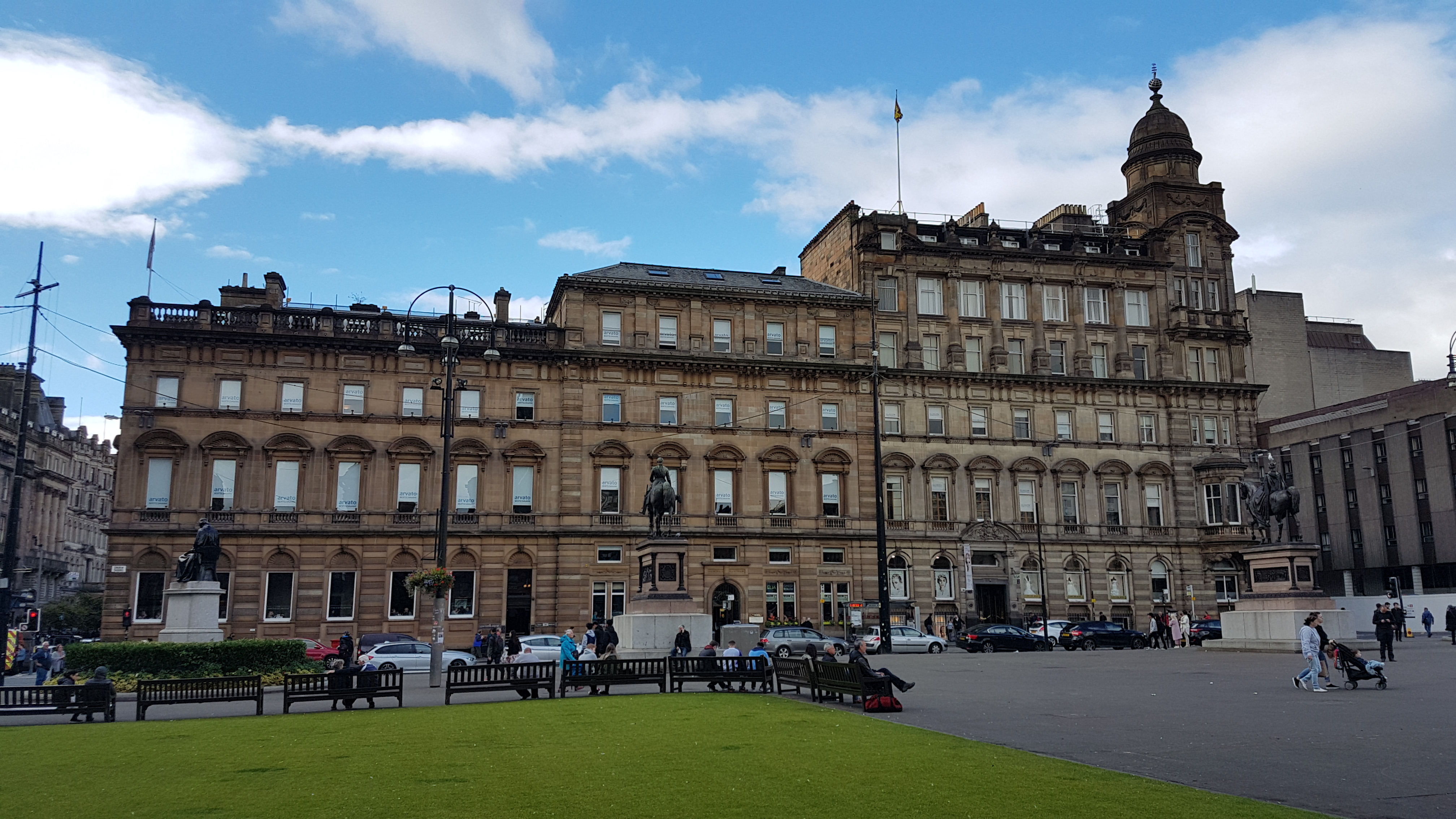
24 George Square (mittig)

Unter der Adresse 24 George Square in der schottischen Stadt Glasgow befindet sich ein Geschäftsgebäude. 1970 wurde das Bauwerk in die schottischen Denkmallisten in der höchsten Denkmalkategorie A aufgenommen.

## Geschichte
Mit dem Bau des Eckhauses 2 St Vincent Place im Jahre 1869 wurde mit der Gestaltung der heutigen Westflanke des George Square begonnen. 1874 folgten die Gebäude 24 George Square und das Merchants’ House, welche die Flanke komplettierten. Ursprünglich für die Bank of Scotland erbaut, wurde das von James Sellars entworfene Gebäude 1876 fertiggestellt. Veränderungen wurden 1891 und 1959 vorgenommen. Zu Bauzeiten wurde das Gebäude in vier Fachpublikationen thematisiert.

## Beschreibung
Das ursprünglich dreistöckige Gebäude mit Mezzanin oberhalb des Erdgeschosses steht an der Westseite des George Square. Das aufsitzende Mansardgeschoss ist neueren Datums. Das Gebäude reicht bis zur rückwärtig verlaufenden Anchor Lane. Seine rund 21 m breite Ostfassade ist fünf Achsen weit. Das Mauerwerk aus cremefarbenem Sandstein ist im Bereich des Erdgeschosses rustiziert. Dieselbe Bänderornamentik wird an den Ecksteinen wieder aufgegriffen. Das mittige Rundbogenportal mit skulpturiertem Schlussstein schließt mit Architrav und Fries. Ein zweiflügliges, schmiedeeisernes Tor verschließt das Portal. Oberhalb der Zwillingsfenster sind ornamentierte Platten eingelegt. Oberhalb des Mezzanin verläuft ein Gurtgesims mit Zahnschnitt. Die Fenster des ersten Obergeschosses sind im Stile von Ädikulä mit Balkonen mit steinernen Balustraden und muschelartig ornamentierten, segmentbögigen Giebeln gestaltet.